# پرنسس دیزنی: ماجراجویی افسانه‌ای من
پرنسس دیزنی: ماجراجویی افسانه‌ای من (به انگلیسی: Disney Princess: My Fairytale Adventure) یک بازی ویدیویی است که برای وی، نینتندو ۳دی‌اس و رایانه شخصی منتشر شده‌است. این بازی بخشی از سری پرنسس دیزنی است که توسط استودیو دیزنی اینتراکتیو در ۱۴ سپتامبر ۲۰۱۲ در آمریکای شمالی و سه روز بعد در اروپا منتشر شد.

## بازخورد
وبسایت آنلاین گیمرز کانادا به بازی امتیاز ۸۳/۱۰۰ داد و گفت: «تا جایی که به بازی‌های دیزنی روی ۳دی‌اسمربوط می‌شود، پرنسس دیزنی: ماجراجویی افسانه‌ای من در بین بهترین‌های موجود قرار دارد. جلوه‌های بصری پر جنب و جوش هستند و گیم‌پلی متنوع، تمام آن پرنسس‌های مشتاق را ساعت‌ها مشغول خواهد کرد. در حالی که گیم پلی بازی گاهی خسته کننده می‌شود، واقعیت این است که مخاطبان بازی، دخترانی از هر نقطه ۵ تا ۱۰، قطعاً از بازی لذت خواهند برد، البته به شرط اینکه آنها شخصیت‌های پرنسس دیزنی را دوست داشته باشند.» کامن سنس مدیا امتیاز ۴/۵ ستاره را برای «کیفیت» آن داد و نوشت: «والدین باید بدانند که پرنسس دیزنی: ماجراجویی افسانه‌ای من یک بازی ماجراجویی غیرخشونت آمیز است که در آن کودکان نقش یک مادرخوانده پری قابل تنظیم را بر عهده می‌گیرند. موضوعات ساده دوستی و انجام وظیفه برای کودکان بی‌خطر است و کنترل‌های بصری و فعالیت‌های ابتدایی آن برای اطفال چهار یا پنج ساله مناسب است. تنها نگرانی بالقوه این است که بازی دارای تعداد زیادی شخصیت‌های تجاری دیزنی است و کمی به زرق و برق پرنسس‌ها می‌پردازد.»
گیمینگ اکس پی به بازی امتیاز ۸۲/۱۰۰ داد و گفت: «این بازی کاملاً برای کودکان طراحی شده‌است و ترکیب خوبی از استعداد، سختی و گیم پلی دیزنی دارد. علاوه بر آن، به خصوص جلوه سه بعدی و یک نسخه زبان کاملاً بومی سازی شده خوب به نظر می‌رسد. پرنسس دیزنی: ماجراجویی افسانه‌ای من نیز با کلکسیون‌هایی همراه است، بنابراین تجربه‌ای عمیق‌تر تولید می‌شود. حیف که زمان بازی کمی کوتاه است، در غیر این صورت امتیاز بالاتری به راحتی امکان‌پذیر بود». نینتندو لایف به بازی امتیاز ۲ ستاره از ۱۰ داد و نوشت: «خزیدن با اشکالات، کند شدن سرعت، گیم پلی تکراری، صداپیشگان بی علاقه و کنترل‌های سخت، پرنسس دیزنی: ماجراجویی افسانه‌ای من بیشتر یک کد ناتمام به هم ریخته‌است تا یک بازی. گیمرهای جوان احتمالاً از تعامل با شخصیت‌های مورد علاقه‌شان خلاص می‌شوند، اما این جادویی است که وقتی ماجراجویی اینقدر بی‌الهام باشد، خیلی زود از بین می‌رود. فرصت‌های زیادی برای شخصی‌سازی جنبه‌های کوچک بازی، مانند ظاهر شخصیت و اتاق خوابی که می‌توانید تزئین کنید، وجود دارد، اما به سادگی ارزش تلاش کردن را ندارد. این بازی مثل یک پرنسس است که ارزش نجات دادنش را ندارد.»